# Heavier Things
Heavier Things es el segundo álbum de estudio del músico estadounidense John Mayer, lanzado el 9 de septiembre de 2003 por Columbia Records en los Estados Unidos. El título del álbum es simplemente una referencia al nuevo paso en su vida.
El álbum debutó en el puesto número uno de la lista del Billboard 200 de EE. UU., vendiendo 317 000 copias en su primera semana. Pese a recibir críticas negativas sobre sus letras, Heavier Things fue bien recibido en líneas generales por los críticos.

## Antecedentes
| Existe un sentimiento de ambición imprudente y naturaleza acelerada que creo uno tiene cuando hace su primer álbum y tiene muchas cosas que probar. Ahora que estoy en una marcha más alta, no tengo que pisar tan fuerte el acelerador y me encanta.} —John Mayer, Billboard, 2003 |

Mayer sentía que podía estar más relajado y más enfocado en su arte al momento de hacer Heavier Things. Con Jack Joseph Puig como productor, incluyeron más loops y trompas en momentos importantes. Mayer tomó mayor control del lado creativo con este álbum; gran parte del álbum fue grabado en su departamento en Nueva York. Él también dio la aprobación final para todas las ediciones para radio.
Columbia Records realizó una campaña de mercadeo conservadora para publicitar el álbum. El presidente del Columbia Records Group, Will Botwin, dijo: "Creemos que estamos siendo inteligentes. Es un proyecto a largo plazo. Entendemos que lo que estamos creando es una carrera. De hecho, ese es el mensaje: Mantengan al bombo publicitario alejado". Siguiendo ese plan, el primer sencillo del álbum, "Bigger Than My Body", solo apareció en la radio unas cuantas semanas antes del lanzamiento del álbum; las transmisiones promocionales del álbum fueron limitadas a MTV.com y el sitio oficial de Mayer, con ambos sitios haciendo streaming del álbum completo el 2 de septiembre antes de su lanzamiento. Entre las presentaciones televisivas estuvieron una presentación en vivo en Saturday Night Live y otras en programas nocturnos.

## Sencillos
Pese a haber salido "retrasado" en la radio, el sencillo principal, "Bigger Than My Body", fue un éxito comercial y con la crítica. "Clarity" fue el segundo sencillo de Heavier Things. Aunque la canción por lo general no es muy tocada en la radio, es una de las favoritas entre los fanes de Mayer, y por lo general es incluida en sus conciertos. La canción recibió muy buenas críticas, principalmente resaltando su estilo y ritmo relajados.
"Daughters" fue el último sencillo de Heavier Things. La canción se convirtió en un enorme éxito comercial, además de ser muy bien recibida por la crítica: muchos críticos la llamaron la mejor canción del artista a la fecha.

## Recepción

### Crítica
Luego de su lanzamiento, el álbum recibió críticas generalmente positivas por parte de la prensa especializada; el agregador de reseñas Metacritic le da a Heavier Things una calificación de 67/100. Billboard indicó que "lo establece firmemente como un légimito --aunque aún inexperto-- cantautor." Allison Stewart del Chicago Tribune le dio al álbum una calificación positiva y escribió que Mayer "ha creado un álbum de pop sólido y lleno de sentimiento que expande su credibilidad basándose en -pero nunca abandonando- su sonido original". Pese a que "sus cohibidas letras pueden distraer", Russell Baillie de The New Zealand Herald halagó la capacidad musical de Mayer y le dio al álbum 4 de 5 estrellas. James Hunter de Rolling Stone llamó a Heavier Things un "álbum igual de accesible pero más sofisticado" que Room for Squares. En una reseña escrita por el mismo para Esquire, Mayer le dio al álbum un "B menos", agregando, "¿Soy el único que piensa que besarse al son de este álbum es asqueroso?" Spin dijo, "Desgraciadamente, el concepto de un buen rato para Mayer involucra contratar a músicos de jazz para que lo hagan sonar con un Jame Taylor de los años 1980".

### Premios
Mayer consiguió su primer sencillo número uno con "Daughters", al igual que un Grammy en 2005 a la Canción del Año, derrotando a los finalistas Alicia Keys y Kanye West. Dedicó el premio a su abuela, Annie Hoffman, quien había muerto en mayo de 2004. También ganó el Grammy a Mejor Vocalista Pop, derrotando a Elvis Costello, Prince y Seal. En la 37ª Ceremonia de Inducción al Salón de la Fama de Cantautores en 2006, Mayer recibió el Premio Hal David Starlight.

## Lista de canciones
Todas las canciones escritas y compuestas por John Mayer, excepto donde está anotado.
1. "Clarity" - 4:28
2. "Bigger Than My Body" - 4:26
3. "Something's Missing" - 5:04
4. "New Deep" - 4:07
5. "Come Back to Bed" - 5:23
6. "Home Life" (Mayer, David LaBruyere) - 4:14
7. "Split Screen Sadness" - 5:06
8. "Daughters" - 3:58
9. "Only Heart" - 3:52
10. "Wheel" - 5:33

Disco extra
1. "Clarity (acústica)" (Grabada en vivo en el Star Lounge e 9/12/03) - 4:23
2. "Neon (en vivo)" (Grabada en vivo en el Allstate Arena, Chicago IL on 28/11/03) - 6:14
3. "Come Back to Bed (en vivo)" (Grabada en vivo en The Palace, Detroit MI on 29/11/03) - 10:47
4. "Kid A" (Colin Greenwood, Jonathan Greenwood, Ed O'Brien, Phil Selway, y Thomas Yorke) - 2:53
5. "Clarity (Remix)" - 4:15

## Créditos
Músicos principales
- John Mayer – voces, guitarra, dirección de arte
- David LaBruyere – bajo en todas las pistas excepto pista 8
- Jamie Muhoberac – teclado en todas las pistas excepto pistas 8 y 9
- Lenny Castro – percusión en todas las pistas excepto 6, 9 y 10

| Músicos adicionales - Matt Chamberlain – batería en pistas 1, 2, 3, 6 y 10 - Steve Jordan – batería en pistas 3, 4 y 5 - Greg Leisz – lap steel guitar en pistas 2 y 5 - Questlove – batería en pista 1 - Roy Hargrove – trompeta en pista 1 - Michael Chaves – guitar en pista 3 - Dan Higgins – saxofón en pista 5 - Jerry Hey – trumpet en pista 5 - Leroy – programación en pista 7 - J. J. Johnson – batería en pista 9 | Personal adicional - Jack Joseph Puig – producción, mixing, grabación - Chad Franscoviak – ingeniería de sonido - Ross Peterson – ingeniería adicional - Chris Steffen – ingeniería adicional - Lars Fox – ingeniería digital - Bob Ludwig – masterización - Ames Design – diseño gráfico - Danny Clinch – fotografía - Chapman Baehler – fotografía de portada |